# Saint-Ambroix, Gard
Saint-Ambroix là một xã ở tỉnh Gard. Xã này có diện tích 11,74 km², dân số năm 1999 là 3559 người. Khu vực này có độ cao trung bình 151 mét trên mực nước biển.